# Итальяно, Джейкоб
Джейкоб Итальяно (англ. Jacob Italiano; 30 июля 2001) — австралийский футболист, полузащитник мёнхенгладбахской «Боруссия».

## Клубная карьера
Джейкоб тренировался в центре развития футбольных талантов в Канберре, а после его закрытия в 2017 году стал тренироваться в клубе «Перт Глори». 19 ноября 2017 года дебютировал в основном составе «Перт Глори» в матче высшего дивизиона чемпионата Австралии против «Мельбурн Виктори».
В 2018 году немецкий клуб «Боруссия (Мёнхенгладбах)» достиг соглашения о переходе Джейкоба Итальяно, который состоится по завершении сезона 2018/19. В октябре 2018 года австралиец был включён в список 60 «лучших молодых талантов мирового футбола», составленный британской газетой «Гардиан».

## Карьера в сборной
Выступал за юношеские сборные Австралии разных возрастных групп.